# Charles Algernon Parsons
Sir Charles Algernon Parsons (Londra, 13 giugno 1854 – Kingston, 11 febbraio 1931) è stato un ingegnere britannico, conosciuto per essere stato l'inventore della turbina a vapore.
Lavorò nelle industrie Armstrong Whitworth, ma nel 1884 fu assunto alla Clarke Chapman, di cui divenne presto socio. Nel medesimo anno costruì la prima turbina a vapore della storia.
Fondato nel 1889 uno stabilimento autonomo, nel 1897 sperimentò la sua turbina sul piroscafo Turbina. Nel 1912 scrisse l'opera riassuntiva del suo lavoro, La turbina a vapore.

## Biografia
Parsons nacque da una famiglia anglo-irlandese, come figlio più giovane del famoso astronomo William Parsons, III conte di Rosse, e di sua moglie, Mary Field.
Con i suoi tre fratelli, Parsons è stato educato a casa in Irlanda da tutori privati (tra cui John Purser), tutti esperti nelle scienze e che hanno svolto anche il ruolo di assistenti pratici del conte nel suo lavoro astronomico. Uno di loro in seguito divenne, come Sir Robert Ball, Astronomo Reale per l'Irlanda. Parsons studiò matematica al Trinity College di Dublino e al St. John's College di Cambridge, diplomandosi nel 1877 con lode.

## Carriera
Entrò a far parte dello studio di ingegneria di Newcastle di WG Armstrong come apprendista, un posto insolito per il figlio di un conte; poi si trasferì a Kitsons a Leeds dove lavorò sui siluri a razzo; e poi nel 1884 si trasferì a Clarke, Chapman and Co., costruttori di motori di navi vicino a Newcastle, dove era a capo dello sviluppo delle loro apparecchiature elettriche. Ha sviluppato un motore a turbina nel 1884 e ha immediatamente utilizzato il nuovo motore per azionare un generatore elettrico, che ha anche progettato. La turbina a vapore di Parsons rese possibile l'elettricità economica e abbondante e rivoluzionò il trasporto marittimo e la guerra navale.

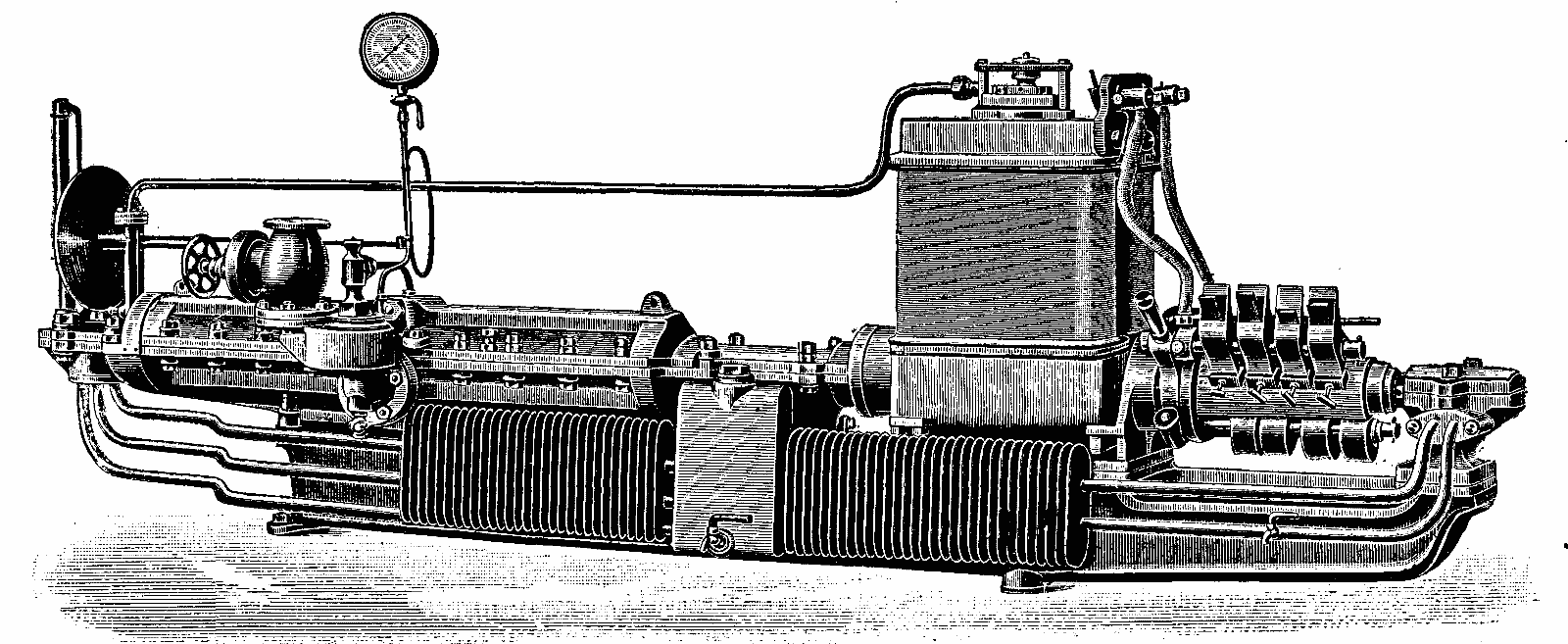
Prima turbina a vapore, costruita da Parsons nel 1887.

Un altro tipo di turbina a vapore all'epoca, inventato da Gustaf de Laval, era un progetto impulsivo che sottoponeva il meccanismo a enormi forze centrifughe e quindi aveva una produzione limitata a causa della debolezza dei materiali disponibili.

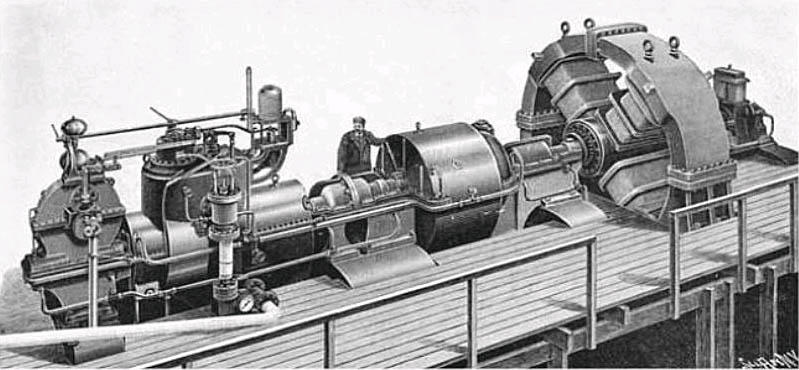
Il primo turbo generatore da 1 MW di Parsons costruito per la città di Elberfeld, in Germania, nel 1899.

Nel 1889, fondò la C. A. Parsons and Company a Newcastle per produrre generatori di turbo nel suo progetto. Nello stesso anno ha istituito la Newcastle and District Electric Lighting Company (DisCO). Nel 1890, DisCo aprì la Forth Banks Power Station, la prima centrale elettrica al mondo a generare elettricità utilizzando i generatori turbo. Nel 1894 riacquistò alcuni diritti di brevetto da Clarke Chapman. Sebbene la sua prima turbina fosse efficiente solo dell'1,6% e generasse solo 7,5 kilowatt, in pochi anni i rapidi miglioramenti incrementali portarono alla sua prima turbina megawatt costruita nel 1899 per un impianto di generazione a Elberfeld, in Germania.
Parsons era anche interessato alle applicazioni marine e fondò la Parsons Marine Steam Turbine Company a Newcastle. Notoriamente, nel giugno 1897, il suo yacht a turbina, Turbinia, è stata presentata durante il Giubileo di diamante della regina Vittoria dalla flotta Review fuori Portsmouth, per dimostrare il grande potenziale della nuova tecnologia. Parte del miglioramento della velocità era attribuibile allo snello scafo della Turbinia.
Nel giro di due anni, i cacciatorpediniere HMS Viper e Cobra furono lanciati con le turbine Parsons, presto seguite dalla prima nave da passeggeri a propulsione a turbina, il piroscafo Clyde TS King Edward nel 1901; la prima turbina transatlantica di navi RMS Victorian e Virginian nel 1905, e la prima corazzata a propulsione a turbina, HMS Dreadnought nel 1906, tutte guidate da motori a turbina di Parsons. Oggi Turbinia è ospitata in una galleria appositamente costruita al Discovery Museum, a Newcastle.
Fu eletto membro della Royal Society nel giugno 1898. Fu presidente della British Association (1916-1919). Era un oratore invitato dell'ICM nel 1924 a Toronto.
La compagnia di turbine Parsons sopravvive nell'area Heaton di Newcastle e fa ora parte di Siemens, un conglomerato tedesco. A volte indicato come Siemens Parsons, la società ha recentemente completato un importante programma di riqualificazione, riducendo le dimensioni del suo sito di circa tre quarti e installando la più recente tecnologia di produzione. Nel 1925 Charles Parsons acquisì la Grubb Telescope Company e la ribattezzò Grubb Parsons. Quella compagnia sopravvisse nell'area di Newcastle fino al 1985.
Parsons era anche noto per aver inventato l'Auxetophone, un precoce grammofono ad aria compressa.

## Matrimonio
Nel 1883 Parsons sposò Katharine Bethell (?-16 ottobre 1933), figlia di William F. Bethell. Ebbero due figli:
- Rachel Mary Parsons (1885-1 giugno 1956)
- Algernon George Parsons (19 ottobre 1886-26 aprile 1918)[15]

## Morte
Parsons morì l'11 febbraio 1931 a bordo della nave a vapore Duchess of Richmond mentre era in crociera con sua moglie. La causa della morte era neuropatia. Un servizio funebre fu tenuto all'Abbazia di Westminster il 3 marzo 1931. Parsons fu sepolto nella chiesa St Bartholomew's a Kirkwhelpington, nel Northumberland.
Nel 1919 Katharine e sua figlia hanno co-fondato la Women's Engineering Society, che esiste ancora oggi.